# Мьёльнир (Marvel Comics)
Мьёльнир (др.-сканд. moʊlnᵻr, англ. Mjolnir; оригинальное скандинавское произношение приближённо к Моулнир) — сегодня известен как вымышленное оружие, благодаря  комиксам издательства Marvel Comics. Молот является излюбленным оружием супергероя Тора и основан на Мьёльнире из скандинавской мифологии. В комиксах Мьёльнир был создан писателем Стэном Ли и разработан художниками Джеком Кирби и Джо Синнотом. Впервые он появился в Journey into Mystery #83 (август 1962).
Молот изображался как крупный серый молот, напоминающий формой и размерами кувалду. У него короткая, круглая ручка, обтянутая коричневой кожей, достигающую высшей точки в коушеобразном прихвате окончания ручки. В мифологии же Мьёльнир изображался немного вытянутым к центру и имел у основания ручки расширение.

## История публикации
Мьёльнир дебютировал в Journey into Mystery #83 (август 1962) в Marvel Comics. До этого времени «Мьёльнир», изобретенный Джо Саймоном и Джеком Кирби, появился в Adventure Comics #75 (июнь 1942) в рассказе Сандмана The Villain from Valhalla. Для Marvel молот был немедленно приписан как основное оружие Бога грома Тора. Источник оружия раскрывается в ежегоднике Thor Annual #11 (1983), хотя и представлена другая версия в Thor vol. 2 #80 (август 2004).
В документальном фильме 2002 года с Кевином Смитом Ли говорит, что его брат Ларри Либер составил имя молота Тора, обратившись к первоначальному названию молота - «Молот Уру». Позднее писатель Рой Томас сменил имя молота на мифологически правильное название «Мьёльнир» и использовал имя «Уру», созданное Ларри Либером, как название вымышленного металла, из которого сделан молот.
Другие важные моменты в преемственности Marvel включают изменение волшебства Мьёльнира в Thor # 282 (апрель 1979) и Thor # 340 (февраль 1984); временное владение Мьёльниром членом Трех Чародеев в Thor vol. 3, #14-15 (август-сентябрь 1999); и когда молот был поврежден, что произошло в Journey Into Mystery #119 (август 1965 года); Avengers # 215 (январь 1982); Thor # 388 (февраль 1988); Thor vol. 2, #11 (май 1999); Thor vol. 2, # 80 (август 2004) и Thor vol. 3, #600 (февраль 2009).

## Фон
В преемственности Marvel Мьёльнир выкован кузнецами гномами и составлен из вымышленного Асгардского металла Уру. В переводе со старшего Футарка надпись на круглом участке молота гласит: «Тот, кто владеет этим молотом, управляет молнией и бурей».
Молот создан тогда, когда приемный брат Тора Локи отрубает волосы богини Сиф как часть жестокой шутки и когда ему угрожает насилие со стороны Тора, обещает принести замену волос от карликовых кузнецов. Локи поручает волосы сыновьям Ивалди, а любезные дварфы также делают волшебный корабль и копьё в качестве подарков для богов. Локи убежден, что никто не может сравниться с их мастерством, и бросает вызов гному Эйтри, чтобы сделать более прекрасные сокровища. Эйтри создает золотое кольцо и копье золотого вепря с магическими свойствами и, наконец, начинает работу над молотом. Локи впадает в панику при виде сокровищ и боясь, что он проиграет пари, превращается в муху и кусает помощника Эйтри в лоб, когда он работает мехами для кузницы. Помощник останавливается на мгновение, чтобы вытереть кровь, и сильфоны падают. В результате рукоятка молота короче, чем первоначально предполагал Эйтри, что означает, что молот можно было использовать только одной рукой.
Несмотря на ошибку, норвежские боги считают, что Эйтри заготовил большие сокровища, и в ответ Локи теряет ставку, а Сыны Ивалди закрывают губы Локи. Правитель норвежских богов Один использует молот по имени Мьёльнир («Гриндер») Эйтри — и в конце концов передает его сыну Тору, который должен сначала доказать, что достоин обладания оружием.
Другая версия происхождения молота представлена во втором томе комикса Thor, в котором Один приказывает дварфским кузнецам Эйтри, Броку и Бури выковать Мьёльнир, используя ядро звезды (фильм также использует это происхождение, а Один говорит, что Мьёльнир был «выкован в сердце умирающей звезды») и в зачарованной кузнице. Ковка молота, по-видимому, настолько интенсивна, что разрушает звезду и почти саму Землю.
Дополнительный альтернативный взгляд на происхождение Мьёльнира представлен в серии Джейсона Аарона The Mighty Thor. Объясняется, что Материнская буря, разумный шторм размером с галактику, когда-то угрожал всему Асгарду. После ожесточенного боя Одину удалось поймать его в кузницу Уру, которую ранее ему дали дварфские кузнецы. Он приказал гномам выковать самородок в оружие, которое сможет использовать силу Матери-Шторма, но было слишком сложно контролировать его. Молот был забыт до эонов позже, когда Тор наконец смог поднять его и сделать его своим личным оружием.
Сам Мьёльнир имеет несколько чаров: ни одно живое существо не может поднять молот, если оно не достойно; он возвращается в точное место, из которого бросается, и возвращается к владельцу при вызове; он может вызвать элементы шторма (молнии, ветер и дождь) при двойном нажатии на рукоятку, манипулирует погодой почти в глобальном масштабе; открывает межпространственные порталы, позволяя своему владельцу преодолевать огромные расстояния (например, от Земли до Асгард), и превратить Тора в обличье смертного, врача Дональд Блэйк, когда Тор бьёт им по земле. Когда Тор превращается в Блейка, его молот имеет вид деревянной трости. Когда они замаскированы, чары молота, ограничивающие тех, кто может его поднять, не действуют. Сам молот также не подвергался воздействию внешних чар. Тор несколько раз использовал Мьёльнир, чтобы обездвижить противников, так как они не могут поднять молот.
Предыдущее положение этих чар требовало, чтобы молот не мог «уйти от понимания Тора» или не был физически связан с Тором более чем на шестьдесят секунд без его спонтанного возвращения к его смертному «я». К счастью, Мьёльнир достаточно мал для того, чтобы бог засунул его в свой пояс на время, когда он предпочитает иметь обе руки свободными. Бывают времена, когда Тор держал обе руки свободными, но призвал Мьёльнир, потянувшись за плечо. Оказалось, что он положил Мьёльнир в какую-то оболочку или строп на спине рукоятью вверх, чтобы быстро доставать.
В некоторых историях это ограничение не применялось в Асгарде, хотя это условие было снято в сюжетной линии, в которой эта чара переносится на Громобой, молот Бета Рэй Билла. После этого лицо Дональда Блейка на некоторое время исчезло, и Тор принял гражданскую идентичность, просто облачившись в современную одежду, скрыто неся Мьёльнир в вещевой сумке. Тор в конечном итоге принимает смертную личность Джейка Олсона как покаяние за случайное причинение смерти Олсона во время боя, Мьёльнир на это время исчезает, ожидая, пока Тор не примет свой истинный облик.
Первоначально Мьёльнир мог создавать хроническое смещение и, следовательно, позволял путешествовать во времени, хотя это заклинание было удалено сущностью Иммортуса с согласия бога Грома, чтобы помочь планете Фантус, которая оказалась в ловушке в Лимбо. Тем не менее, Тор все еще способен манипулировать временем с помощью Мьёльнира.
Когда Рагнарёк произошел, Мьёльнир был отделен от Тора и провалился сквозь землю, создав в аду слезу, которая позволила Доктору Думу бежать (Дум был заключен там после своей последней встречи с Фантастической четверкой). Хотя Дум и Фантастическая четвёрка пытаются претендовать на молот, ни один из них не может его поднять, в результате чего Дональд Блейк вернулся к жизни, когда заклинание, отрицающее его существование, было уничтожено разрушением Асгарда — оно само этого требовало. Когда Блэйк и Тор снова сосуществуют, молот возобновляет свою оригинальную «маскировку» трости (хотя исцеление Блэйка сработало, у него был небольшой урон от позвоночника во время поздней конфронтации). Молот позже поврежден в битве с дедом Тора. Доктор Стрэндж может восстановить молот, используя Силу Одина, которой обладает Тор, но предупреждает того, что если молот будет поврежден таким образом снова, новая связь между ними может привести к тому, что Тор погибнет сам. Молот также был разрезан двумя Разрушителями. Тор посещает кузницы в Питтсбурге, чтобы исправить это.
После смерти Тора в борьбе со Змеем Локи может принять трость Блэйка — единственный оставшийся след Тора после того, как он был «заменен» Танарусом. Локи превратил его обратно в Мьёльнир перед Серебряным Сёрфером, энергия Сёрфера и вера Локи в брата позволяют молоту вернуться к Тору и восстановить его память как раз перед встречей с Богом-Пожирателем, который собирался поглотить свою душу в загробной жизни.
Во время сюжета Original Sin, когда Тор и Мстители расследуют убийство Уату Наблюдателя, Ник Фьюри шепчет неизвестный секрет Тору, который заставляет его потерять способность поднять Мьёльнир. Характер очарования Мьёльнира также меняется так, что даже Один не может его поднять. Затем молот получает неизвестная женщина, которая наследует силу Тора, поскольку надпись меняется на «Если она будет достойна».
После разрушения и восстановления мультивселенной Мьёльнир из Ultimate Тора падает на Асгард, но вся территория, на которой он оказывается, впоследствии переходит во владение Коллекционера, который клянется убить своих заключенных, если Тор не скажет ему способ обхода ограничения на достоинство, чтобы он мог сам использовать молот. Хотя он борется за свой путь, чтобы претендовать на молот, Одинсон решает оставить его, вместо этого работая с Бета Рэй Биллом, чтобы передать мощь молотка, чтобы вернуть Асгард на своё законное место. Когда они вернулись в Асгард, Одинсон говорит Биллу, что секретный Фьюри сказал ему, что «Горр был прав» (ссылка на Бога-Мясника, который считал, что боги не нужны, поскольку они только приносили боль и страдания). Этот вопрос завершается другим человеком, который позже будет раскрыт как Вольстагг, который собирается претендовать на молот Ultimate Тора, обозначенный публикой как «War Thor».

## Другие обладатели

### Физические лица во вселеннойЗемля-616
- Хелла (сестра Тора, владела мьёльниром до Тора).
- Роджер "Красный" Норвелл[24]
- Бета Рэй Билл[25]
- Капитан Америка[26][27]
- Эрик Мастерсон[28]
- Один (отец Тора)
- Бор (дед Тора)[29]
- Бури (также известный как Тейваз, прадед Тора)[30]
- Локи[31][32]
- Джейн Фостер[33]
- Девушка-белка[34]
- Разрушитель [35]

### Кинематографическая вселенная Marvel(Земля-199999)
- Вижн[36]
- Один[37]
- Хела - Она уничтожила Мьёльнир в фильме Тор: Рагнарёк.
- Капитан Америка
- Джейн Фостер[38]

### Разумные конструкции (нечувствительные машины, которые не могут)[39]в основной непрерывности
- Горный робот Заррко Завтрашнего дня[40]
- Аир-Уокер[41]
- Удивительный Андроид[42]

Молот был поднят самой Землей, когда он был оживлен магическими средствами.

### Персонажи из-за пределов первичной непрерывности комиксов
- Конан-варвар[44]
- Дарго Ктор (Будущий Тор)[45]
- Старый Рик Джонс из несовершенного Будущего Халка[46]
- Локи[47]
- Магни[48]
- Шельма[49]
- Мигель О'Хара (Человек-паук 2099)[50]
- Профессор Икс (в номере 69 Людей Икс)
- Сара Роджерс (Крестоносец, дочь Стива Роджерса и Шельцы)[51]
- Вотан[51]
- Алекс Пауэр[52]
- Супермен[53]
- Чудо-женщина[54]
- Чёрная вдова[55]

Также существовало несколько подражаний Мьёльниру. К ним относятся Громобой и булава Раскат Грома, созданная для Бета Рей Билла и Эрика Мастерсона соответственно. Локи отвечал за создание нескольких подражаний - версия Мьёльнира, называемая Громобоем представлена мутанту Людей Икс Шторм в попытке контролировать её, которую она позже уничтожила с помощью Мьёльнира. На зло Тору, другая версия дается наёмнику Дэдпулу. Локи также позволяет Суртуру использовать кузницу. Мьёльнир был создан для изготовления копий во время Рагнарёка. ГИДРА создала злые версии Железного человека, Капитана Америки, Соколиного глаза и Тора, имитатор Тора имел технологическую имитацию Мьёльнира. Тони Старк и Рид Ричардс также создают технологическую имитацию Мьёльнира для использования Раномром, клоном Тора во время сюжета гражданской войны. Крошечная версия была создана из осколков Мьёльнира для использования Зругом, лидером Животных Мстителей.

## Силы и способности
Мьёльнир может быть использован как в атаке, так и обороне.
Как одно из самых грозных орудий, известных человеку или богу, он описывается как воздействующий с достаточной силой, чтобы «выровнять горы», в основном с адамантием и вибраниумом, которые слишком непроницаемы. Другие наступательные способности включают создание вихрей и силовых полей (способных создать взрыв, который может потенциально разрушить галактику), излучающие мистические взрывы энергии; Контроль электромагнетизма; Молекулярная манипуляция и генерация Geo-Blast (энергетическая волна, отражающая гравитационную силу планеты), Анти-Сила (энергия, созданная для противодействия другой силе), термообъект, который может даже бросать вызов таким существам, как Эго - живая планета, и Божественный взрыв (взрыв, который врезается в жизненную силу Тора). Молот может путешествовать по планетам, чтобы вернуться к Тору. Он может даже создавать частицы антивещества и может крутить его вокруг создавая достаточно мощные ветра, чтобы поднять Тадж-Махал. Молот может также перемещать чрезвычайно тяжелые предметы, включая Монумент Вашингтону.
Есть и другие несколько редко используемых способностей. Мьёльнир может отследить человека и мистические предметы, поглощать энергию, например, истощать Асгардианские силы Аварийного экипажа в Вредителе, или обнаруживать иллюзии, поскольку Тор когда-то командовал молотом ударить демонического Мефисто , Который скрывался среди ложных образов самого себя. Будучи прежней религиозной реликвией, Мьёльнир смертелен для нежити, заставляя существ, таких как вампиры разразиться пламенем и превратиться в пыль. Мьёльнир также может проецировать изображения, поскольку Тор показывает проблеск Асгарда со стороны Мстителя Железного человека. Это почти нерушимые, выживающие пули, Антиматерия, и плавильный луч расплавителя.
Молот имеет два свойства, относящиеся к движению. Когда Тор намеренно бросает молот, он возвращается к руке, несмотря на любые препятствия или расстояние, даже путешествуя по планетам, чтобы вернуться к Тору. Когда он отбрасывается или откидывается, он занимает фиксированное положение, из которого он не может перемещаться, кроме как с «достойным» человеком.
Молот также истощает энергию от радиоактивного суперзлодея, называемого Присутствием, который вынужден сдаться перед тем, как быть убитым. Мьёльнир мог поглощать, содержать и направлять энергию Нулевой Бомбы, которая была достаточно мощной, чтобы уничтожить целую галактику. Мьёльнир также вызывает побочный эффект при использовании против героя Юнион Джек: когда Тор ошибочно атакует героя молнией и затем отменяет наступление, Юнион Джек случайно наделен способностью генерировать электричество. Молот использовался для того, чтобы заставить корабль атлантов и временно истощить силовое поле злодея Джаггернаута. Если кто-то ругается на молот, их дух может быть вызван после смерти. Как и поглощающее излучение, молот может отталкивать его назад.
Способность молота превращать своего пользователя также очищает пользователя от любых токсинов или излучений в их системах; Однако это работает против его нынешнего владельца Джейн Фостер, поскольку в настоящее время она страдает от рака, в результате чего её трансформации очищает её от радиации, используемой в ее химиотерапии, оставляя только раковые клетки.
Но Мьёльнир также не является нерушимым, он был поврежден несколько раз: силовым лучом из Асгардианского разрушителя срезавшего его пополам, Молекулярный человек рассеивает атомные связи между молекулами молота, испаряя Мьёльнир, Молот разрушается после направления неизмеримого количества энергии на Небесный Экзитер; Тёмный бог Перрикус разрезает Мьёльнир пополам волшебной косой; и молот разрушается, когда он сталкивается с оружием Уру локистов Громового Велика Локи, в результате чего поисходит Атомный взрыв.

## Другие версии
Во время сюжета Celestial Saga ранняя версия Мьёльнира обнаруживается, что он существует и по-видимому был брошен в Мидгард (Земля) сыновьями Тора, Моди и Магни, приземлившись в реке Рейн, где она превратилась в волшебный Рейнголд.
Мьёльнир в серии What If? был на вооружении Шельмы после того, как она случайно поглотила силы Тора, остатки Тора в её психике помогают ей принять на себя его роль.
В будущем, которое посетил Халк, где Земля была уничтожена ядерными войнами, молот Тора был одним из многих памятников эпохи героев, хранимых теперь пожилым Риком Джонсом; Маэстро, искаженное будущее Халка, попыталось использовать молот против Халка во время их второго столкновения в музее-музее Рика, но не смог поднять его даже с смертью Тора, поскольку он, естественно, был недостоин сделать это. Более поздняя сюжетная линия, поставленная перед боем Халка с Маэстро показала, что старший Рик работал со своим младшим «Я», чтобы победить Танатоса, другого альтернативного Рика, используя свою способность вызывать и поднимать молот, объясняя, что он был признан достойным его использовать За то, что молодой Рик еще должен был сделать, и Танатосу не добиться этого. В подобном, но чередующемся мрачном будущем Мьёльнир также покоится в хранилище артефактов супергероев, над которым работает Рик Джонс.
Мьёльнир можно рассматривать как одно из многих сокровищ в короткометражке «Последний Хейст», которое происходит во вселенной «Тельтос».
В названии Ultimate Marvel и его продолжении Ultimates 2 Ultimate версия Тора имеет Мьёльнир в стиле классического боевого молота. Локи утверждает, что Тор на самом деле не бог и что Мьёльнир не является магическим по происхождению, а передовым технологическим чудом, разработанным Программой Супер Солдата Европейского Союза, чтобы имитировать силу Тора, но это оказывается ложным. В конце Ultimates 2 Тор доказывает свою божественность и восстанавливает свои силы Асгарда, чтобы победить Локи. В мини-серии The Ultimates 3: Who Killed The Scarlet Witch Тор использует молот, более похожий на мейнстрим Мьёльнира Вселенной Marvel. В одной сцене, где он входит в охраняемое здание, компьютер, который контролирует доступ, идентифицирует сначала Тора, а затем Мьёльнир; Это приводит другого человека к вопросу, почему компьютер определил Мьёльнир как отдельный разумный организм, но Тор не дает объяснения этому. Позже он показывает стену оружия, включая оба молота, которые он заявляет были подарками от его отца, выкованного Уликом Троллем. Однако в приквельной минисерии «Ultimate Comics: Thor» выясняется, что оригинальный молот не «настоящий» Мьёльнир, но вместо этого доктор Брэддок дает техническую броню Тору, а Тор предлагает превратить источник питания в молот. Ни одна версия молота не кажется такой, что её использование ограничено проверкой достоинства. В Ultimate Comics: Ultimates Тор вставляет свой молот в комнату без дверей с сыном Моди, чтобы он мог избежать разрушения и геноцида Асгардцев. С Тором, являющийся последним живым Асгардианцем с его молотом, но нет, он теряет свои божественные силы и становится смертным. Тони Старк держал техническую броню и молот Тора, так как Тор больше не чувствовал, что ему это нужно, и дает Тору «восстановить» свои силы, потому что он чувствует, что миру «Нужен бог грома».

## Кинематографическая вселенная Marvel
Мьёльнир можно увидеть в сцене после титров в фильме Железный человек 2 (2010) на дне оставленного им кратера в Нью-Мексико; Агент  Щ.И.Т. Фил Колсон сообщает Нику Фьюри: «мы нашли его». С тех пор он появлялся во многих фильмах Кинематографической вселенной Marvel с участием Тора: «Тор» (2011), «Мстители» (2012), «Тор 2: Царство тьмы» (2013) и «Мстители: Эра Альтрона» (2015), где помимо Тора его смог поднять Вижн. В фильме «Тор: Рагнарёк» (2017) Хела уничтожает Мьёльнир во время встречи с Тором и Локи. Мьёльнир можно увидеть в фильме «Мстители: Финал», Тор вместе с Ракетой возвращается в 2013 и забирает молот в будущее. В конце фильма Капитан Америка поднимает молот в битве с Таносом, а после победы возвращает его в прошлое. Позже больная раком Джейн Фостер приходит к обломкам молота, выставленным в Новом Асгарде, те собираются в молот и наделяют её силой. Джейн сражается с Тором против Горра и погибает, а Мьёльнир возвращается к Тору.

## Вне комиксов
Впервые в кино Мьёльнир появился в фильме 1988 года «Невероятный Халк: Возвращение».
- Дональд Блэйк однажды открыл гробницу Тора, служившим в то время врачом у группы археологов. Однажды ночью Дональд проснулся в пещере, в которой нашёл военный молот викингов, "Мьёльнир". Дональд взял Мьёльнир Тора, после чего ударила молния, и Тор ожил. С этого момента Дональд пытался оставить Мьёльнир,"сбежать" от него, но все попытки были тщетны, так как Мьёльнир всегда возвращался к нему. Блейк узнал что может вызывать Тора с помощью Мьёльнира, назвав имя Одина. Позже Дональд смог освободиться от Тора, и тот покинул его забрав Мьёльнир. Скорей всего как и в комиксах был выкован из метала Уру гномами, однако здесь не было заклинания Одина что Мьёльнир может поднять только достойный.